# Округ Страткона
Специјална општина округ Страткона (енгл. Specialized municipality Strathcona County) је општина са специјалним статусом у централном делу канадске провинције Алберта, у административној јединици Велики Едмонтон. 
Општина је добила специјални статус уредбом од 1. јануара 1996. Површина општине је 1.180,56 км² а административни центар је насеље Шервуд Парк.
Према подацима пописа из 2011. на територији општине је живело 92.490 становника што је за 12,1% више у односу на попис из 2006. када је регистровано 82.511 житеља. Просечна густина насељености је 78,3 ст/км².
Административно средиште а уједно и највеће насеље у општини је Шервуд Парк у коме живи већина популације општине (64.700). 
Остала важнија насеља су:
- Ардросан (434 становника);
- Колингвуд (331 становник);
- Халф Мун Лејк (250 становника);
- Хастингс Лејк (77 становника);
- Џозепбург (152 становника);
- Норт Кукинг Лејк (49 становника) и
- Саут Кукинг Лејк (288 становника).

Град Форт Саскачеван иако са три стране окружен територијом општине не потпада под њене надлежности. 

## Становништво
| 2011.  |
| ------ |
| 92.490 |